# Dorfkirche Jeetze

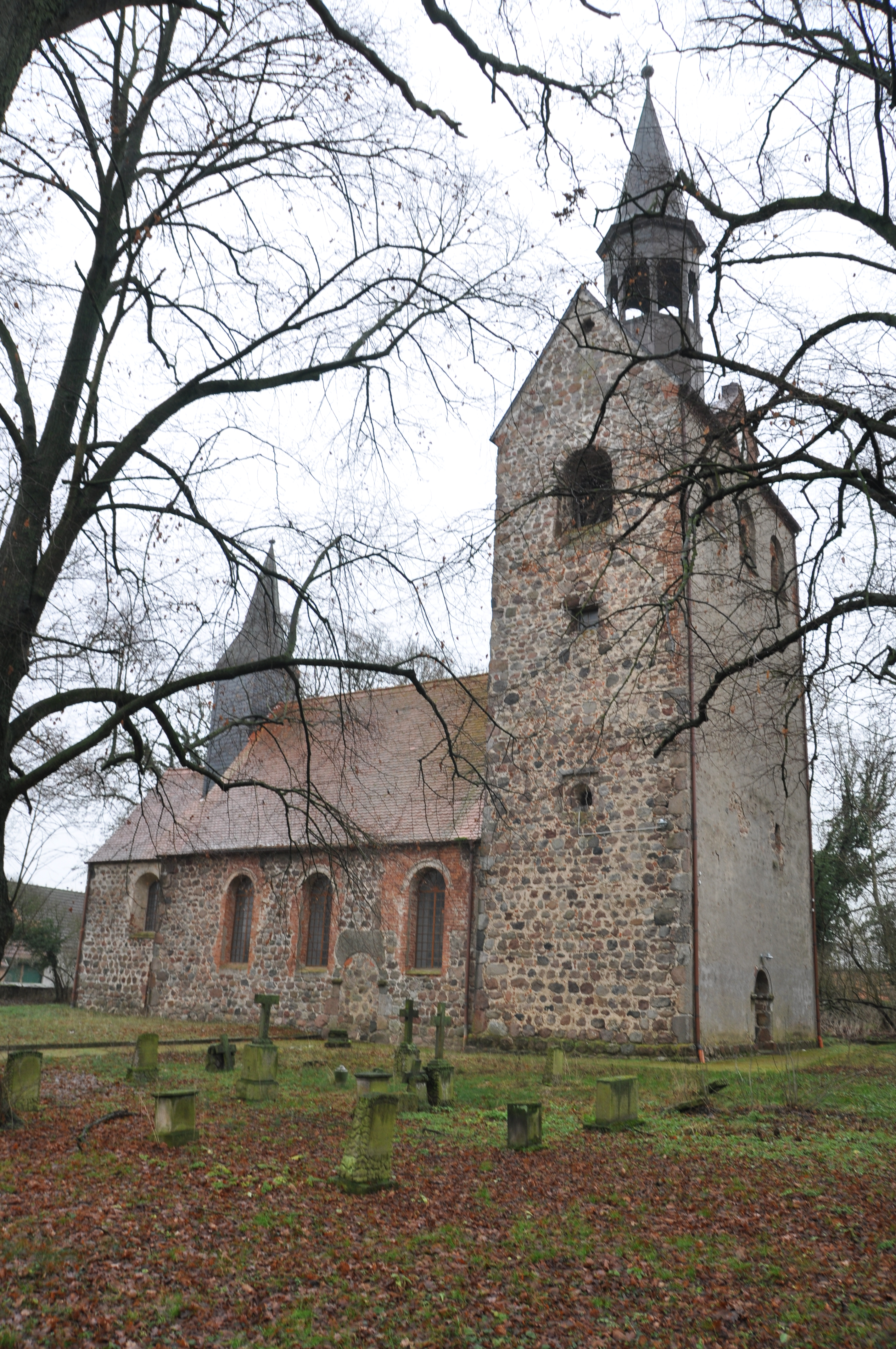
Dorfkirche Jeetze

Die evangelische Dorfkirche Jeetze ist eine romanische Saalkirche im Ortsteil Jeetze von Kalbe (Milde) im Altmarkkreis Salzwedel in Sachsen-Anhalt. Sie gehört zum Kirchengemeindeverband Jeetze im Kirchenkreis Salzwedel der Evangelischen Kirche in Mitteldeutschland.

## Geschichte und Architektur
Die Kirche ist eine der aufwändigsten romanischen Landkirchen der nordwestlichen Altmark und stammt aus der zweiten Hälfte des 12. Jahrhunderts. Das vierteilige Feldsteinbauwerk (Vollständige Anlage) besteht aus Schiff, breiterem Westquerturm, eingezogenem quadratischem Chor und halbkreisförmiger Apsis. Das Sturzholz des ehemaligen Hocheingangs am Turm wurde dendrochronologisch auf die Zeit nach 1178 datiert. Turm und Chor sind mit Dachreitern versehen. Das Innere wurde in den Jahren 1990–1992 renoviert.
Das West- und das vermauerte Nordportal sind mit profilierten Kämpfern gebildet; der Bogen des letzteren Portals wurde nahezu monolithisch aus einem großen Findling gearbeitet. Aus behauenen Bogenstücken besteht auch die Laibung des Apsisfensters. Das Glockengeschoss und der Uhrengiebel aus dem 19. Jahrhundert gehören der Neuromanik an.
Das Innere ist flachgedeckt. Triumph- und Apsisbogen sind mit abgefasten Kämpfern versehen. In der Apsis ist eine Halbkuppel, im ersten Obergeschoss des Turms ein romanisches Feldsteintonnengewölbe eingezogen.

## Ausstattung
Das Hauptstück der Ausstattung ist ein hölzerner Altaraufsatz mit seitlichen, von Palmsäulen flankierten Durchgängen vom Ende des 17. Jahrhunderts, der 1838 restauriert wurde; er zeigt in der Predella ein ovales Abendmahlsbild, in der Hauptzone einen geschnitzten Kruzifixus, darüber den auferstandenen Christus. Die Bildwerke sind umgeben von Akanthuswerk, das den gesamten Apsisbogen ausfüllt. Ein barocker Taufengel stammt von 1717, die Kanzel mit reicher Schnitzerei vom Ende des 17. Jahrhunderts. Ein schlichter Pfarrstuhl ist auf das Jahr 1687 datiert. Die klassizistische Westempore ruht auf dorischen Säulen. Eine Orgel mit neugotischem Prospekt stammt aus dem Jahr 1855. Der hölzerne Opferstock ist mit eisernen Beschlägen versehen. 
An den Chorwänden sind 13 Tafelbilder aus der Zeit um 1700 angebracht; sie zeigen Christus und die Apostel, jeweils mit einem Vers des Glaubensbekenntnisses; an der Christustafel sind Stiftermonogramme und Wappen derer von Jeetze und von Görne zu sehen. Ein großes Epitaphgemälde der Familie des Pastors Jacobus Hupe stammt aus der zweiten Hälfte des 17. Jahrhunderts, mit Darstellung der seitlich des Gekreuzigten knienden Familienmitglieder und ihrer Aufnahme in den Himmel.

## Umgebung
An der dem baumbestandenen Dorfplatz zugewandten Nordseite des Kirchhofs steht ein großes rundbogiges, verputztes Tor mit zwei Nebenpforten aus Backstein, im Kern möglicherweise spätmittelalterlich. Auf dem Kirchhof befindet sich eine große Grabplatte des Christian Otto von Jeetze († 1716) und seiner Frau Anna Maria von Görne († 1721), gesetzt 1709, mit langer genealogischer Inschrift.